# 東神の倉
東神の倉（ひがしかみのくら）は、愛知県名古屋市緑区の町名。現行行政地名は東神の倉一丁目から東神の倉三丁目。住居表示未実施。

## 地理
名古屋市緑区の北東部に位置し、南に白土、南西に赤松、西に神の倉、北に天白区天白町大字平針と接する。

## 歴史

### 沿革
- 2004年（平成16年）10月9日 - 鳴海町字神ノ倉の一部、鳴海町字広湫を編入し、新設[WEB 1]。
- 2006年（平成18年）6月24日 - 鳴海町字神ノ倉の一部を東神の倉二丁目に編入[WEB 7]。
- 2006年（平成18年）11月18日 - 鳴海町字神ノ倉・白土の一部を東神の倉三丁目に編入[WEB 8]。

## 世帯数と人口
2019年（平成31年）3月1日現在の世帯数と人口は以下の通りである。
| 丁目           | 世帯数    | 人口    |
| -------------- | --------- | ------- |
| 東神の倉一丁目 | 542世帯   | 1,511人 |
| 東神の倉二丁目 | 491世帯   | 1,338人 |
| 東神の倉三丁目 | 585世帯   | 1,509人 |
| 計             | 1,618世帯 | 4,358人 |

### 人口の変遷
国勢調査による人口および世帯数の推移。
| 2005年（平成17年） | 706世帯 1998人  |  |
| 2010年（平成22年） | 1413世帯 4029人 |  |
| 2015年（平成27年） | 1536世帯 4280人 |  |
| 2020年（令和2年）  | 1635世帯 4262人 |  |

## 交通
- 愛知県道36号諸輪名古屋線
- 愛知県道56号名古屋岡崎線

## 施設
- 鳴海赤松東公園

- 鳴海赤松東公園

## その他

### 日本郵便
- 郵便番号 : 458-0808[WEB 4]（集配局：緑郵便局[WEB 13]）。

### WEB
1. 1 2  名古屋市役所市民経済局地域振興部住民課町名表示係 (2013年6月6日). “緑区・天白区の一部で区界及び町名・町界変更を実施(平成16年10月9日実施)”.   名古屋市. 2019年4月11日閲覧。
2. ↑  “愛知県名古屋市緑区の町丁・字一覧”.   人口統計ラボ. 2019年3月31日閲覧。
3. 1 2  “町・丁目(大字)別、年齢(10歳階級)別公簿人口(全市・区別)”.   名古屋市 (2019年3月20日). 2019年3月21日閲覧。
4. 1 2  “郵便番号”.  日本郵便. 2019年3月17日閲覧。
5. ↑  “市外局番の一覧”.   総務省. 2019年1月6日閲覧。
6. ↑  “緑区の町名一覧”.   名古屋市 (2015年10月21日). 2019年3月31日閲覧。
7. ↑  名古屋市役所市民経済局地域振興部住民課町名表示係 (2013年6月6日). “名古屋市緑区の一部で町名・町界変更を実施(平成18年6月24日実施)”.   名古屋市. 2019年4月11日閲覧。
8. ↑  名古屋市役所市民経済局地域振興部住民課町名表示係 (2013年6月20日). “名古屋市緑区の一部で町名町界変更を実施(平成18年11月18日実施)”.   名古屋市. 2019年4月11日閲覧。
9. ↑  総務省統計局 (2014年6月27日). “平成17年国勢調査の調査結果(e-Stat) - 男女別人口及び世帯数 －町丁・字等” (CSV). 2021年7月21日閲覧。
10. ↑  総務省統計局 (2012年1月20日). “平成22年国勢調査の調査結果(e-Stat) - 男女別人口及び世帯数 －町丁・字等” (CSV). 2021年7月21日閲覧。
11. ↑  総務省統計局 (2017年1月27日). “平成27年国勢調査の調査結果(e-Stat) - 男女別人口及び世帯数 －町丁・字等” (CSV). 2021年7月21日閲覧。
12. ↑  総務省統計局 (2022年2月10日). “令和2年国勢調査の調査結果(e-Stat) - 男女別人口，外国人人口及び世帯数－町丁・字等” (CSV). 2023年8月2日閲覧。
13. ↑  “郵便番号簿 2018年度版” (PDF).   日本郵便. 2019年3月31日閲覧。